# Azur (couleur)
Pour les articles homonymes, voir Azur et Azuré.
Le terme azur est synonyme de bleu. En héraldique, il désigne un émail bleu. Par métonymie, le mot désigne aussi le ciel.
Azur a désigné plusieurs produits et colorants bleus.

## Étymologie
L’azur signifie à l'origine le lapis lazuli et sa couleur, appelée bleu outremer. Il vient du latin médiéval azurium, tiré de l'arabe al-lazward, ou du persan lazhward (bleu). Par extension, il désigne un bleu intense et lumineux.

« Mais leur regard discipliné
A perdu ses vives lumières
Et son bel azur étonné. »

— « Enfants trouvées », Poèmes modernes, François Coppée sur WikiSource
L'azur ne signifie le ciel que par dérive lexicale. La couleur azur ne représente donc pas un bleu ciel, mais on caractérise parfois le ciel ainsi lorsqu'il est d'un bleu intense.
À la fin du XIXe siècle, quand l'écrivain Stéphen Liégeard inventa l'expression « Côte d'Azur » pour désigner le littoral provençal, le terme avait encore cette signification.
Autrefois réservé à des bleus intenses, puis à des couleurs de ciels de régions méditerranéennes, il a désigné, de plus en plus, la couleur plus pâle de ciels de latitudes plus élevées.

## Définition technique
Terme du langage courant, commercial et poétique, azur ne renvoie pas à une nuance spécifique du champ chromatique bleu.
C'est un bleu pâle dans le nuancier papier mi-teinte Canson 102 azur.
Les concepteurs des noms de couleur du Web ont choisi d'appeler « azure » un bleu-vert très pâle.

### Pigments et couleurs pour artistes
Azur a désigné plusieurs produits et colorants bleus.
Azur de cuivre
Désigne l'azurite et les cendres bleues (PRV, p. 308-310).
Bleu azural
Nom commercial du pigment bleu de manganèse (Colour Index PB33) ou d'une imitation. Chez Sennelier, le ton imité du bleu de manganèse est dénommé Bleu Azur.
Bleu d'azur
Désigne le smalt, Colour Index PB32 (PRV, p. 375-377).
Pierre d'azur
Désigne le lapis-lazuli, qui, broyé, donnait le bleu outremer.

## Azurage
Depuis longtemps, on a remarqué que les surfaces blanches, surtout les papiers et les tissus, semblent plus blanches lorsqu'on les colore d'une petite quantité de bleu. Le procédé est très ancien. On l'appelle azurage depuis le XIXe siècle au moins.
La plupart des substances colorantes bleues ou violettes ont servi au cours de l'Histoire. L'azurage a été un débouché important du bleu Guimet jusqu'à l'invention, au milieu du XXe siècle des agents azurants dont la fluorescence augmente encore plus la blancheur. La solidité lumière limitée de ces azurants a restreint leur usage à la lessive et au papier (PRV, p. 307).